# Cabo Zhelaniya

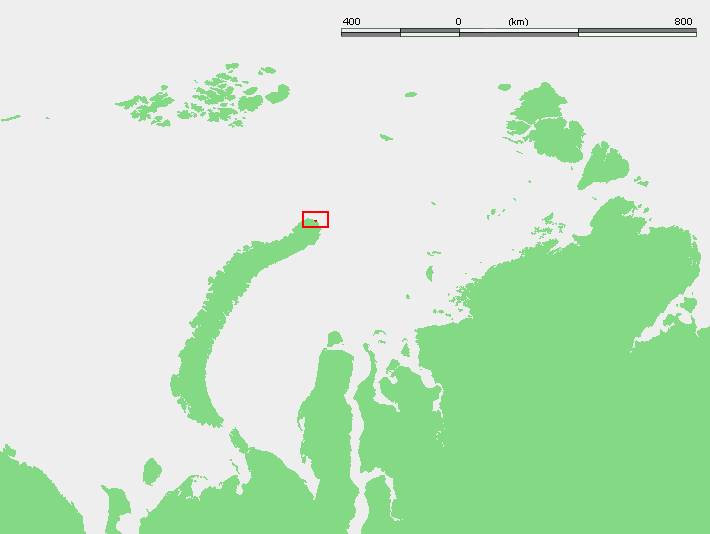
Mapa com a localização do Cabo Zhelaniya.

O cabo Zhelaniya (em russo:  Мыс Желания, ou Mys Zhelaniya), localizado em 76° 42′ 13″ N, 69° 04′ 05″ L, é o ponto mais oriental da Europa caso se considere a Nova Zembla como território europeu. Fica no norte da Ilha Severny, em Nova Zembla, Rússia. Fica num local desolado, exposto ao rigoroso clima árctico, especialmente duro no Inverno. O inverno ao Norte da Ilha é um dos mais rigorosos, a temperatura chega aos -35°C no inverno facilmente. No verão, chega a 5°C no máximo.
O cabo Zhelaniya tem uma estação meteorológica russa.
Serve como ponto de referência para marcar a separação entre o mar de Barents e o mar de Kara.